# Эстрайх, Геннадий Яковлевич
Геннадий Яковлевич Эстрайх (идиш גענאַדי עסטרײַך‎; род. 7 апреля 1952, Запорожье) — британский и американский филолог, литературовед, историк, еврейский писатель и журналист. Доктор философии в лингвистике (PhD, 1996), профессор Нью-Йоркского университета.

## Биография
Родился в Запорожье, в семье выходцев из еврейской земледельческой колонии Новозлатополь. Отец (Яков Моисеевич Эстрайх, 1909—1982) — участник Великой Отечественной войны и выпускник еврейского факультета Житомирского педагогического института, с 1931 года работал преподавателем истории, затем заведовал отделом народного образования в Новозлатопольском еврейском национальном районе; мать (Нэся Ерухемовна Марголина, 1914—2008) окончила новозлатопольский сельскохозяйственный техникум масличных культур (в котором преподавал отец). После окончания Запорожского машиностроительного института (1974) Г. Я. Эстрайх работал инженером, позже руководителем группы в Государственном проектном институте «Электропроект» в Москве. Автор ряда изобретений в области оборудования для текстильной промышленности и автоматизации водозабора. 30 октября 1979 года подал с женой в ОВИР Советского района заявление о выезде из страны, после рассмотрения которого находился в «отказе». В 1986 году дебютировал рассказами на идише в московском литературном журнале «Советиш Геймланд»; в 1988—1991 годах — ответственный секретарь редколлегии этого журнала. До своего отъезда публиковался в «Советиш Геймланд» и в его ежегодном приложении на русском языке «Год за годом». Автор двух сборников рассказов на идише — «Красная балка» (1988) и «Московские пуримшпили» (1993), двух изданий «Краткого еврейско-русского словаря» на 7 тысяч слов (1989, 1990).
С 1991 года в аспирантуре в Оксфордском университете, где в 1996 году защитил диссертацию по теме «Origin and Features of Soviet Yiddish» (Происхождение и особенности советского идиша, PhD, научный руководитель Дов-Бер Керлер). Работал научным сотрудником в Оксфордском институте изучения идиша (Oxford Institute for Yiddish Studies) и в Школе востоковедения и африканистики Лондонского университета. С 2003 года — доцент, затем профессор исследований идиша в отделении гебраистики и иудаики Нью-Йоркского университета. Научный сотрудник YIVO.
Член редколлегии и колумнист нью-йоркской газеты «Форвертс» (на идише), где публикуется под собственным именем и под псевдонимами Янкев Лондон и Г. Яакови, а также ведёт учебное приложение «Вайтер» (дальше). Публикуется в различных периодических изданиях на идише, редактор журнала «Ди цукунфт» (Нью-Йорк). Автор научных трудов и монографий по современной истории еврейского рабочего движения, социолингвистике идиша, учебных пособий по изучению этого языка. Редактор и составитель серии «Studies in Yiddish», посвящённой современной литературе на идише (издание Modern Humanities Research Association и Routledge).
В 2011 году под редакцией Г. Эстрайха и Б. Сандлера вышел «Биографический словарь еврейских советских писателей» Хаима Бейдера (Biographical Dictionary of Yiddish Writers in the Soviet Union). В 2013 году за книгу «1929: Mapping the Jewish World» вместе с соавтором Хасей Динер был отмечен National Jewish Book Award.

## Семья
Жена — Елена Ефимовна Дашевская-Эстрайх (преподаватель), двое детей.

### Под редакцией Г. Я. Эстрайха
- Oxford Yiddish III. Oxford Yiddish, 1995.
- Yiddish in the Contemporary World (с М. Крутиковым). Legenda, 1999.
- The Shtetl: Image and Reality. Papers on the Second Mendel Friedman International Conference on Yiddish. Legenda, 2000.
- Yiddish and the Left: Papers of the Third Mendel Friedman International Conference on Yiddish. Legenda, 2001.
- David Bergelson: From Modernism to Socialist Realism. Proceedings of the 6th Mendel Friedman Conference. Legenda, 2007.
- Yiddish in Weimar Berlin: At the Crossroads of Diaspora Politics and Culture. Legenda, 2010.
- A Captive of the Dawn: The Life and Work of Peretz Markish (1895—1952). Legenda, 2011.
- Choosing Yiddish: New Frontiers of Language and Culture. Wayne State University Press, 2012.
- Translating Sholem Aleichem: History, Politics and Art. Legenda, 2012.
- Joseph Opatoshu: A Yiddish Writer between Europe and America. Legenda, 2013.
- Uncovering the Hidden: The Works and Life of Der Nister. Legenda, 2014.
- Soviet Jews in World War II: Fighting, Witnessing, Remembering. Series «Borderlines: Russian and East European-Jewish Studies». Academic Studies Press, 2014.
- Children and Yiddish Literature: From Early Modernity to Post-Modernity. Legenda, 2015.
- Three Cities of Yiddish: St. Petersburg, Warsaw and Moscow. Legenda, 2016.
- Women, Men and Books: Issues of Gender in Yiddish Discourse. Legenda, 2019.
- Советская гениза: новые архивные разыскания по истории евреев в СССР. Т. 1. Бостон — Санкт-Петербург: Academic Studies Press, 2020.
- Jews in the Soviet Union: A History. In 6 volumes. General editors: Gennady Estraikh and David Engel. The Eugene Shvidler project for the history of the Jews of the Soviet Union. New York University Press, 2022.